# Thomas & vännerna: En berättelse om mod
Thomas & vännerna: En berättelse om mod (engelska: Thomas & Friends: Tale of the Brave) är en brittisk datoranimerad musik-, skräck- och äventyrsfilm som hade världspremiär den 1 september 2014. Filmen är regisserad av Rob Silvestri med bland annat Ben Small, Martin Sherman, Keith Wickham, Kerry Shale, Matt Wilkinson, Teresa Gallagher och Jules de Jongh i röstrollerna. Filmen bygger på TV-serien Thomas och vännerna.

## Handling
Thomas och hans vänner står inför sitt mest vågade äventyr hittills. Efter en storm på Rälsö avslöjar ett ras några väldigt ovanliga fotspår. Thomas och Percy är ivriga att ta reda på vem fotspåren kommer från men hinder och faror dyker upp på spåret.

## Rollista (röster)
- Mark Moraghan
- Ben Small
- Martin Sherman
- Keith Wickham
- Kerry Shale
- William Hope
- Teresa Gallagher
- Jules de Jongh
- Glenn Wrage
- Matt Wilkinson
- Steven Kynman
- David Menkin
- Jonathan Broadbent
- Mike Grady
- Bob Golding
- Tim Whitnall
- Clive Mantle
- Olivia Colman